# Лекльяа
Лекльяа (араб. القليعة‎) — город в Марокко, расположен в области Сус-Масса-Драа.

## Демография
Население города по годам:
| 1994   | 2004   | 2012   |
| ------ | ------ | ------ |
| 14 318 | 38 220 | 75 227 |